# ガルフストリーム III
ガルフストリーム III
- 分類：ビジネスジェット
- 製造者：ガルフストリーム・エアロスペース社
- 初飛行：1979年2月12日
- 生産数：202機
- 運用状況：現役
- ユニットコスト：3,700万ドル

ガルフストリーム III（Gulfstream III）は、ガルフストリーム・エアロスペースが開発・製造していたビジネスジェット機。

## 概要
前作ガルフストリーム IIの大幅な改良型である。ガルフストリーム IIの燃料タンク配置を見直し、主翼端を1.8m延長、ウィングレットを装備した。また、胴体を0.6m延長しキャビンを拡大している。その他の機体の概要は変わらず、T字尾翼に後退翼の主翼を持つ。エンジンは胴体後部にロールス・ロイス スペイターボファンエンジン2基を装備。
アメリカ陸・海・空軍および沿岸警備隊においてC-20の名称でVIP輸送機としても用いられている。このうちC-20Eは、空軍独立後の米陸軍が初めて公式に運用した固定翼ジェット機となった。

## 性能・諸元
出典: Taylor, John W. (1983). Jane's All the World's Aircraft 1982-83. Jane's Publishing Company Ltd.. pp. 383-384. ISBN 978-0710607805
諸元
- 乗員: 2～3名
- 定員: 19名（標準）
- ペイロード: 907 kg （2,000 lb）
- 全長: 25.32 m （83 ft 1 in）
- 全高: 7.43 m （24 ft 4.5 in）
- 翼幅: 23.72 m（77 ft 10 in）
- 翼面積: 86.83 m2 （934.6 sq ft）
- 空虚重量: 14,651 kg （32,300 lb）
- 運用時重量: 17,236 kg （38,000 lb）
- 最大離陸重量: 30,935 kg （68,200 lb）
- 動力: R&RスペイMk.511-8 ターボファンエンジン、50.7 kN （11,400 lbf）  × 2基

性能
- 巡航速度: 　
  - 最大: マッハ0.85
  - 長距離: マッハ0.77
- 失速速度: 195 km/h （105ノット）
- 航続距離: 6,760 km （3,650 nmi） （NBAA規程IFR予備燃料搭載）
- 実用上昇限度: 13,720 m （45,000 ft）
- 離陸滑走距離: 1,738 m （5,700 ft）
- 着陸滑走距離: 1,040 m （3,400 ft）

- アビオニクス: 航空無線機、気象レーダーなど

## 採用国（軍/政府機関）
- コートジボワール
- カメルーン
- デンマーク
- アルジェリア
- ガボン - ガボン空軍が運用[1]。退役済み[2]。
- ガーナ
- インド
- アイルランド
- イタリア
- モロッコ - 2024年時点で、モロッコ空軍が1機のガルフストリームIIIを保有[3]。
- メキシコ
- オマーン
- サウジアラビア
- トーゴ
- アメリカ合衆国
- ウガンダ
- ベネズエラ
- ジンバブエ